# Trichiogramme vittiformis
Trichiogramme vittiformis là một loài thực vật có mạch trong họ Adiantaceae. Loài này được (J. Sm.) Kuhn miêu tả khoa học đầu tiên năm 1882.